# Саранск II
Сара́нск II — железнодорожная станция Пензенского региона Куйбышевской железной дороги, располагается в городе Саранске.

## Описание
Станция расположена на двухпутном участке Рузаевка — Красный Узел с электротягой постоянного тока, относится к Пензенскому региону Куйбышевской железной дороги. На станции проводятся манёвры с грузовыми вагонами (формирование и расформирование вывозных поездов).

## Техническая информация
Станция Саранск II по характеру работы является грузовой станцией, по объёму выполняемой работы отнесена ко второму классу. По признакам светофорной сигнализации является парком станции Саранск. На станции 14 путей, из них 2 главных (№ 1, 2), 6 приёмо-отправочных (№ 3-5, № 7, 9, 11) и 6 сортировочных (№ 13, 15, 17, 19, 21, 23). Электрифицированы только главные и приёмо-отправочные пути.
Станция включена в диспетчерскую централизацию участка Пенза — Красный Узел. Станция находится на автономном управлении. Комплексный контроль за техническим состоянием путей осуществляет Рузаевская дистанция пути (ПЧ-20). Контроль за техническим обслуживанием и ремонтом устройств автоматики и телемеханики осуществляет Рузаевская дистанция сигнализации, централизации и блокировки (ШЧ-2). Техническое и хозяйственное обслуживание тяговых подстанций и контактной сети обеспечивает Рузаевская дистанция электроснабжения (ЭЧ-3). Устройства связи обслуживает Пензенский региональный центр связи (РЦС-1).

### Границы станции
Границами станции являются:
- В нечетном направлении:

Со стороны станции Елоховка: по I главному пути — входной светофор литера «Н», по II главному пути — дополнительный входной светофор литера «НД».
- В четном направлении:

Со стороны станции Саранск-1: по I главному пути — маршрутный светофор литера «ЧМ1», по II главному пути — маршрутный светофор литера «ЧМ2».

### Прилегающие к станции перегоны
- В четном направлении:

Саранск-2 — Елоховка — двухпутный. 
 По I главному пути — односторонняя трёхзначная автоблокировка для движения пассажирских и грузовых поездов нечетного направления.
 По II главному пути — односторонняя трёхзначная автоблокировка для движения пассажирских и грузовых поездов четного направления.
- В нечётном направлении:

Саранск — Саранск II — двухпутный. 
 По I главному пути — двусторонняя трёхзначная автоблокировка без проходных светофоров для движения пассажирских и грузовых поездов обоих направлений.
Движение по пути осуществляется по правилам для однопутных перегонов.
 По II главному пути — двусторонняя трёхзначная автоблокировка без проходных светофоров для движения пассажирских и грузовых поездов обоих направлений. 
Движение по пути осуществляется по правилам для однопутных перегонов.

### Комментарии
1. ↑  ГОСТ Р 53431-2009: «...Станция автономного управления: железнодорожная станция на участке диспетчерской централизации, управление которой осуществляет дежурный по станции под контролем поездного диспетчера...»